# Douzième circonscription des Hauts-de-Seine
La douzième circonscription des Hauts-de-Seine est l'une des 13 circonscriptions législatives françaises que compte le département des Hauts-de-Seine (92) situé en région Île-de-France.

## Description géographique et démographique

### 1958 à 1967
La Cinquante-quatrième circonscription de la Seine était composée de :
- Commune de Châtenay-Malabry
- Commune de Châtillon
- Commune de Clamart
- Commune de Fontenay-aux-Roses
- Commune de Le Plessis-Robinson
- Commune de Sceaux

(Réf. Journal Officiel du 14-15 octobre 1958)

### De 1967 à 1986
La Cinquante-quatrième circonscription de la Seine devient la Douzième circonscription des Hauts-de-Seine

### Depuis 1988
La douzième circonscription des Hauts-de-Seine est délimitée par le découpage électoral de la loi no 86-1197 du 24 novembre 1986, elle regroupe les divisions administratives suivantes : cantons de Châtillon, Clamart et Le Plessis-Robinson, recouvrant les villes suivantes :
- Commune de Châtillon
- Commune de Clamart
- Commune de Fontenay-aux-Roses
- Commune de Le Plessis-Robinson

La circonscription est peuplée de 136 243 habitants en 2010, contre 122 372 habitants en 1999.

La douzième circonscription en 1967.
La douzième circonscription en 1986.

## Historique des députations

### De 1958 à 1967
- 1958 : René Plazanet, UNR
- 1962 : Léon Salagnac, PCF, jusqu'à son décès le 12 décembre 1964, puis son suppléant Guy Ducoloné, PCF

### De 1967 à 1986
- 1967 : Robert Levol, PCF
- 1968 : Pierre Mazeaud, UDR
- 1973 : Pierre Mazeaud, UDR
- 1978 : Jean Fonteneau, UDF
- 1981 : Georges Le Baill, PS

### À partir de 1988
| Législature | Début de mandat | Fin de mandat  | Député                | Parti politique | Observations |
| ----------- | --------------- | -------------- | --------------------- | --------------- | --- |
| IXe         | 23 juin 1988    | 1er avril 1993 | Jean-Pierre Foucher   | UDF             | |
| Xe          | 2 avril 1993    | 21 avril 1997  | Jean-Pierre Foucher,  | UDF,            | Mandat écourté à la suite d'une dissolution parlementaire décidée par Jacques Chirac.                                                                                    |
| XIe         | 12 juin 1997    | 18 juin 2002   | Jean-Pierre Foucher,  | UDF,            | |
| XIIe        | 19 juin 2002    | 19 juin 2007   | Philippe Pemezec,     | RPF,            | |
| XIIIe       | 20 juin 2007    | 19 juin 2012   | Jean-Pierre Schosteck | UMP             | Élection partielle à la suite de l'invalidation le 20 novembre 2007 par le Conseil constitutionnel de celle de Philippe Pemezec, condamné alors à un an d'inéligibilité. |
| XIVe        | 20 juin 2012    | 20 juin 2017   | Jean-Marc Germain     | PS              | |
| XVe         | 21 juin 2017    | 21 juin 2022   | Jean-Louis Bourlanges | MoDem           | |
| XVIe        | 22 juin 2022    | 9 juin 2024    | Jean-Louis Bourlanges | MoDem           | Mandat écourté à la suite d'une dissolution parlementaire décidée par Emmanuel Macron.                                                                                   |
| XVIIe       | 8 juillet 2024  | En cours       | Jean-Didier Berger    | LR              | |

## Historique des élections

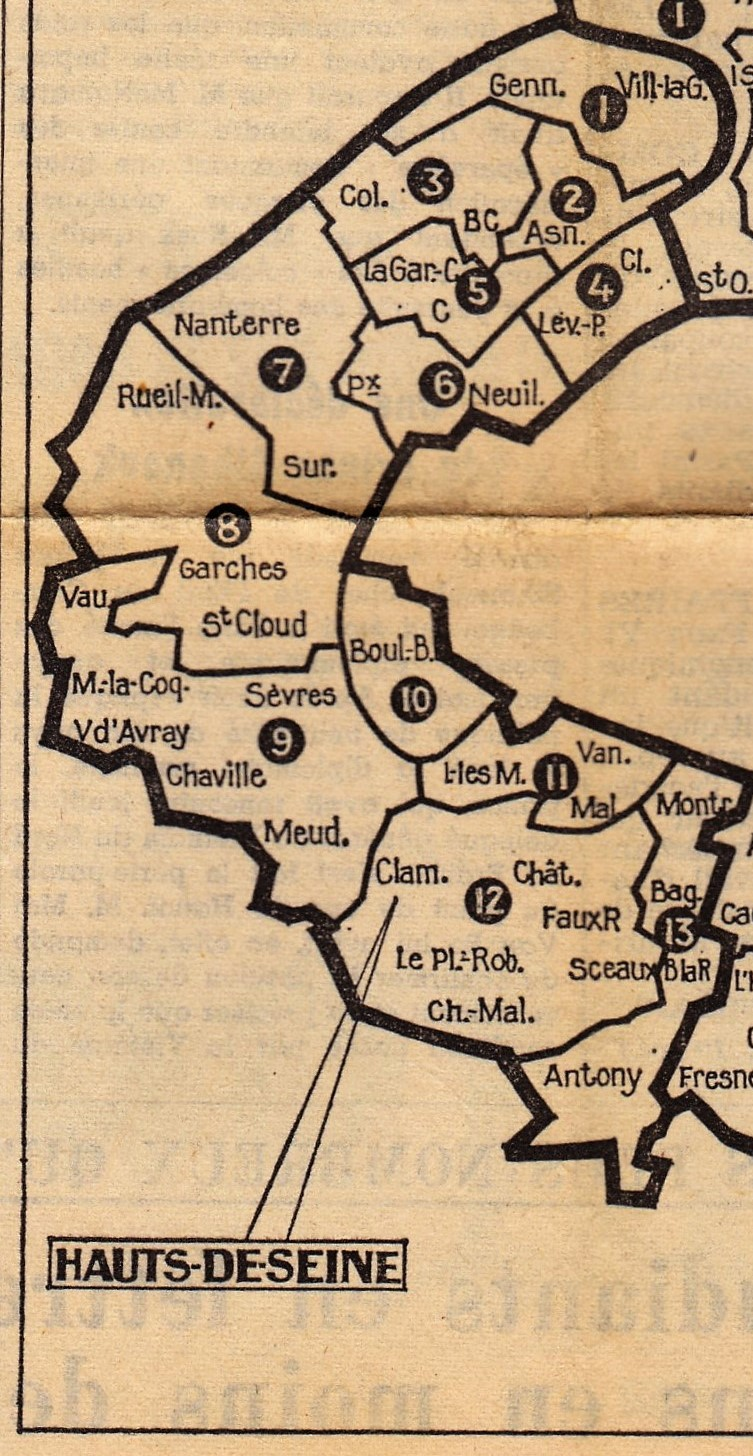
Circonscriptions électorales du département des Hauts de Seine de 1967 à 1981.

### Élections de 1967
| Candidat       | Candidat               | Parti                     | Premier tour | Premier tour | Second tour | Second tour |  |
| Candidat       | Candidat               | Parti                     | Voix         | %            | Voix        | %           |  |
| -------------- | ---------------------- | ------------------------- | ------------ | ------------ | ----------- | ----------- |  |
|                | Pierre Comte-Offenbach | UD-Ve                     | 25 354       | 33,1         | 34 831      | 48,25       |  |
|                | Robert Levol élu       | PCF                       | 23 766       | 31,03        | 37 360      | 51,75       |  |
|                | Jean Fonteneau         | CD (PDM)                  | 12 893       | 16,83        | Retrait     | Retrait     |  |
|                | Édouard Depreux        | PSU                       | 11 968       | 15,63        | Retrait     | Retrait     |  |
|                | André Gasc             | Modérés                   | 1 612        | 2,1          |             |             |  |
|                | Marcel Diamant-Berger  | Divers droite (Gaulliste) | 995          | 1,3          |             |             |  |
|                |                        |                           |              |              |             |             |  |
| Inscrits       | Inscrits               | Inscrits                  | 92 760       | 100,00       | 92 747      | 100,00      |  |
| Abstentions    | Abstentions            | Abstentions               | 14 938       | 16,1         | 16 947      | 18,27       |  |
| Votants        | Votants                | Votants                   | 77 822       | 83,9         | 75 800      | 81,73       |  |
| Blancs et nuls | Blancs et nuls         | Blancs et nuls            | 1 234        | 1,59         | 3 609       | 4,76        |  |
| Exprimés       | Exprimés               | Exprimés                  | 76 588       | 98,41        | 72 191      | 95,24       |  |

Le suppléant de Robert Levol était Jacques Bailleux, conseiller général, maire de Châtillon-sous-Bagneux.

### Élections de 1968
| Candidat       | Candidat             | Parti          | Premier tour | Premier tour | Second tour | Second tour |  |
| Candidat       | Candidat             | Parti          | Voix         | %            | Voix        | %           |  |
| -------------- | -------------------- | -------------- | ------------ | ------------ | ----------- | ----------- |  |
|                | Pierre Mazeaud élu   | UDR (URP)      | 30 656       | 41,02        | 37 613      | 54,78       |  |
|                | Robert Levol sortant | PCF            | 21 036       | 28,15        | 31 054      | 45,22       |  |
|                | Bernard Germond      | CD (PDM)       | 10 259       | 13,73        | Retrait     | Retrait     |  |
|                | Henri Leclerc        | PSU            | 6 905        | 9,24         |             |             |  |
|                | Bernard Pibouin      | FGDS           | 3 803        | 5,09         |             |             |  |
|                | Gérard Forget        | TD             | 2 068        | 2,77         |             |             |  |
|                |                      |                |              |              |             |             |  |
| Inscrits       | Inscrits             | Inscrits       | 91 853       | 100,00       | 91 855      | 100,00      |  |
| Abstentions    | Abstentions          | Abstentions    | 16 560       | 18,03        | 20 479      | 22,29       |  |
| Votants        | Votants              | Votants        | 75 293       | 81,97        | 71 376      | 77,71       |  |
| Blancs et nuls | Blancs et nuls       | Blancs et nuls | 566          | 0,75         | 2 709       | 3,8         |  |
| Exprimés       | Exprimés             | Exprimés       | 74 727       | 99,25        | 68 667      | 96,2        |  |

Le suppléant de Pierre Mazeaud était Jean-Marie Guyot, infirmier, conseiller général du canton de Clamart.

### Élections de 1973
| Candidat       | Candidat                     | Parti          | Premier tour | Premier tour | Second tour | Second tour |  |
| Candidat       | Candidat                     | Parti          | Voix         | %            | Voix        | %           |  |
| -------------- | ---------------------------- | -------------- | ------------ | ------------ | ----------- | ----------- |  |
|                | Pierre Mazeaud sortant réélu | UDR (URP)      | 26 154       | 32,75        | 38 996      | 50,67       |  |
|                | Robert Gelly                 | PCF            | 20 404       | 25,55        | 37 964      | 49,33       |  |
|                | Jacques Pietri               | PS (UGSD)      | 12 574       | 15,75        | Retrait     | Retrait     |  |
|                | Annie Lesur                  | CD (MR)        | 12 554       | 15,72        | Retrait     | Retrait     |  |
|                | Jean Le Garrec               | PSU            | 4 701        | 5,89         |             |             |  |
|                | Jacques Paquet               | LO             | 1 901        | 2,38         |             |             |  |
|                | Jean Silve de Ventavon       | FN             | 1 567        | 1,96         |             |             |  |
|                |                              |                |              |              |             |             |  |
| Inscrits       | Inscrits                     | Inscrits       | 99 052       | 100,00       | 99 044      | 100,00      |  |
| Abstentions    | Abstentions                  | Abstentions    | 17 818       | 17,99        | 18 050      | 18,22       |  |
| Votants        | Votants                      | Votants        | 81 234       | 82,01        | 80 994      | 81,78       |  |
| Blancs et nuls | Blancs et nuls               | Blancs et nuls | 1 379        | 1,7          | 4 034       | 4,98        |  |
| Exprimés       | Exprimés                     | Exprimés       | 79 855       | 98,3         | 76 960      | 95,02       |  |

Le suppléant de Pierre Mazeaud était Paul Vauclair, membre du Conseil économique et social, Président de la Confédération mondiale des tailleurs. Paul Vauclair remplaça Pierre Mazeaud, nommé membre du gouvernement, du 13 mai 1973 au 2 avril 1978.

### Élections de 1978
| Candidat         | Candidat             | Parti                     | Premier tour | Premier tour | Second tour | Second tour |  |
| Candidat         | Candidat             | Parti                     | Voix         | %            | Voix        | %           |  |
| ---------------- | -------------------- | ------------------------- | ------------ | ------------ | ----------- | ----------- |  |
|                  | Robert Gelly         | PCF                       | 21 298       | 23,32        | 43 994      | 48,08       |  |
|                  | Jean Fonteneau élu   | UDF (CDS)                 | 19 685       | 21,56        | 47 511      | 51,92       |  |
|                  | Georges Le Baill     | PS                        | 19 123       | 20,94        | Retrait     | Retrait     |  |
|                  | Jacques Trorial      | RPR                       | 16 019       | 17,54        | Retrait     | Retrait     |  |
|                  | Louis Pouey-Mounou   | Écologie 78               | 6 338        | 6,94         |             |             |  |
|                  | Jean-Marie Demaldent | PSU (FA)                  | 1 919        | 2,1          |             |             |  |
|                  | Jean-Pierre Boué     | CNIP                      | 1 685        | 1,85         |             |             |  |
|                  | François Parion      | Divers droite (Gaulliste) | 1 568        | 1,72         |             |             |  |
|                  | Raymond Gabet        | LO                        | 1 086        | 1,19         |             |             |  |
|                  | Alain Grielen        | MDD                       | 1 031        | 1,13         |             |             |  |
|                  | Dominique Pannier    | FN                        | 818          | 0,9          |             |             |  |
|                  | Bernard Legrosdidier | Divers droite (DC)        | 669          | 0,73         |             |             |  |
|                  | Gilbert Belhomme     | Divers                    | 78           | 0,09         |             |             |  |
|                  |                      |                           |              |              |             |             |  |
| Inscrits         | Inscrits             | Inscrits                  | 114 614      | 100,00       | 114 605     | 100,00      |  |
| Abstentions      | Abstentions          | Abstentions               | 22 045       | 19,23        | 19 770      | 17,25       |  |
| Votants          | Votants              | Votants                   | 92 569       | 80,77        | 94 835      | 82,75       |  |
| Blancs et nuls   | Blancs et nuls       | Blancs et nuls            | 1 252        | 1,35         | 3 330       | 3,51        |  |
| Exprimés         | Exprimés             | Exprimés                  | 91 317       | 98,65        | 91 505      | 96,49       |  |
| Source : CEVIPOF |                      |                           |              |              |             |             |  |

Le suppléant de Jean Fonteneau était Jean-Paul Martinerie, ingénieur, conseiller municipal de Sceaux.

### Élections de 1981
| Candidat       | Candidat               | Parti           | Premier tour | Premier tour | Second tour | Second tour |  |
| Candidat       | Candidat               | Parti           | Voix         | %            | Voix        | %           |  |
| -------------- | ---------------------- | --------------- | ------------ | ------------ | ----------- | ----------- |  |
|                | Jean Fonteneau sortant | UDF (CDS) (UNM) | 30 556       | 39,04        | 35 590      | 43,95       |  |
|                | Georges Le Baill élu   | PS              | 26 264       | 33,56        | 45 381      | 56,05       |  |
|                | Robert Gelly           | PCF             | 14 929       | 19,07        | Retrait     | Retrait     |  |
|                | Louis Pouey-Mounou     | MÉP             | 3 541        | 4,52         |             |             |  |
|                | Denis Chamonin         | PSU             | 1 137        | 1,45         |             |             |  |
|                | Rolland Masson         | Divers droite   | 706          | 0,90         |             |             |  |
|                | Chantal Cousin         | UGP             | 586          | 0,75         |             |             |  |
|                | Françoise Brunet       | LO              | 541          | 0,69         |             |             |  |
|                |                        |                 |              |              |             |             |  |
| Inscrits       | Inscrits               | Inscrits        | 112 288      | 100,00       | 11 227      | 100,00      |  |
| Abstentions    | Abstentions            | Abstentions     | 33 409       | 29,75        | −70 981     | −632,23     |  |
| Votants        | Votants                | Votants         | 78 879       | 70,25        | 82 208      | 732,23      |  |
| Blancs et nuls | Blancs et nuls         | Blancs et nuls  | 619          | 0,78         | 1 237       | 1,5         |  |
| Exprimés       | Exprimés               | Exprimés        | 78 260       | 99,22        | 80 971      | 98,5        |  |

Le suppléant de Georges Le Baill était Henri Fauqué, économiste, maire adjoint de Châtenay-Malabry.

### Élections de 1988
| Candidat       | Candidat                 | Parti           | Premier tour | Premier tour | Second tour | Second tour |  |
| Candidat       | Candidat                 | Parti           | Voix         | %            | Voix        | %           |  |
| -------------- | ------------------------ | --------------- | ------------ | ------------ | ----------- | ----------- |  |
|                | Jean-Pierre Foucher élu  | UDF (CDS) (URC) | 74 504       | 44,99        | 25 941      | 50,65       |  |
|                | Georges Le Baill sortant | PS              | 16 320       | 34,02        | 25 277      | 49,35       |  |
|                | Robert Gelly             | PCF             | 6 543        | 13,64        |             |             |  |
|                | Guilbert Hainaut         | FN              | 4 486        | 9,35         |             |             |  |
|                | Maya Surduts             | Extrême gauche  | 687          | 1,43         |             |             |  |
|                | Victor Alaux             | CNIP            | 0            | 0            |             |             |  |
|                | André Gaveau             | POE             | 0            | 0            |             |             |  |
|                |                          |                 |              |              |             |             |  |
| Inscrits       | Inscrits                 | Inscrits        | 74 504       | 100,00       | 74 482      | 100,00      |  |
| Abstentions    | Abstentions              | Abstentions     | 26 037       | 34,95        | 22 280      | 29,91       |  |
| Votants        | Votants                  | Votants         | 48 467       | 65,05        | 52 202      | 70,09       |  |
| Blancs et nuls | Blancs et nuls           | Blancs et nuls  | 493          | 1,02         | 984         | 1,88        |  |
| Exprimés       | Exprimés                 | Exprimés        | 47 974       | 98,98        | 51 218      | 98,12       |  |

Le suppléant de Jean-Pierre Foucher était Jean-Pierre Schosteck, RPR, conseiller régional, conseiller général, maire de Châtillon.

### Élections de 1993
| Candidat       | Candidat                          | Parti                      | Premier tour | Premier tour | Second tour | Second tour |  |
| Candidat       | Candidat                          | Parti                      | Voix         | %            | Voix        | %           |  |
| -------------- | --------------------------------- | -------------------------- | ------------ | ------------ | ----------- | ----------- |  |
|                | Jean-Pierre Foucher sortant réélu | UDF (CDS)                  | 21 788       | 44,07        | 27 656      | 58,61       |  |
|                | Pascal Buchet                     | PS (ADFP)                  | 8 780        | 17,76        | 19 534      | 41,39       |  |
|                | Alain Le Berre                    | FN                         | 5 843        | 11,82        |             |             |  |
|                | Jean-Francois Dumas               | Les Verts (EÉ)             | 4 424        | 8,95         |             |             |  |
|                | Marie-George Buffet               | PCF                        | 4 264        | 8,62         |             |             |  |
|                | Robert Larcher                    | LO                         | 894          | 1,81         |             |             |  |
|                | Jean-Pierre Mourier               | LT-LNÉ                     | 821          | 1,66         |             |             |  |
|                | Alain Grielen                     | MDD                        | 712          | 1,44         |             |             |  |
|                | Jurgen Dung                       | Divers gauche (Maj. prés.) | 548          | 1,11         |             |             |  |
|                | Annette Legoeuil                  | MDC                        | 524          | 1,06         |             |             |  |
|                | Richard Coutat                    | SÉGA                       | 454          | 0,92         |             |             |  |
|                | Christine Burgaud                 | Divers écologiste          | 386          | 0,78         |             |             |  |
|                |                                   |                            |              |              |             |             |  |
| Inscrits       | Inscrits                          | Inscrits                   | 74 818       | 100,00       | 74 818      | 100,00      |  |
| Abstentions    | Abstentions                       | Abstentions                | 23 575       | 31,51        | 24 557      | 32,82       |  |
| Votants        | Votants                           | Votants                    | 51 243       | 68,49        | 50 261      | 67,18       |  |
| Blancs et nuls | Blancs et nuls                    | Blancs et nuls             | 1 805        | 3,52         | 3 071       | 6,11        |  |
| Exprimés       | Exprimés                          | Exprimés                   | 49 438       | 96,48        | 47 190      | 93,89       |  |

Le suppléant de Jean-Pierre Foucher était Philippe Pemezec, RPR, conseiller général, maire du Plessis-Robinson.

### Élections de 1997
| Candidat       | Candidat                          | Parti          | Premier tour | Premier tour | Second tour | Second tour |  |
| Candidat       | Candidat                          | Parti          | Voix         | %            | Voix        | %           |  |
| -------------- | --------------------------------- | -------------- | ------------ | ------------ | ----------- | ----------- |  |
|                | Pascal Buchet                     | PS             | 13 780       | 28,04        | 24 945      | 48,95       |  |
|                | Jean-Pierre Foucher sortant réélu | UDF (FD)       | 11 607       | 23,62        | 26 016      | 51,05       |  |
|                | Philippe Pemezec                  | diss. RPR      | 8 748        | 17,8         |             |             |  |
|                | Alain Le Berre                    | FN             | 5 550        | 11,29        |             |             |  |
|                | Gaston Peyronneau                 | PCF            | 3 642        | 7,41         |             |             |  |
|                | Simon Scrive                      | Les Verts      | 939          | 2,78         |             |             |  |
|                | Robert Larcher                    | LO             | 1 240        | 2,52         |             |             |  |
|                | Philippe Germa                    | GÉ             | 1 235        | 2,51         |             |             |  |
|                | Nicolas Breitburd                 | US4J           | 568          | 1,16         |             |             |  |
|                | Hervé Lecomte                     | LCR            | 287          | 0,58         |             |             |  |
|                | Danielle Iltis                    | PT             | 271          | 0,55         |             |             |  |
|                | Alain Grielen                     | Divers gauche  | 181          | 0,37         |             |             |  |
|                | Denis Morillère                   | Divers         | 25           | 0,05         |             |             |  |
|                | Claude Garrec                     | Divers droite  | 21           | 0,04         |             |             |  |
|                |                                   |                |              |              |             |             |  |
| Inscrits       | Inscrits                          | Inscrits       | 74 627       | 100,00       | 74 427      | 100,00      |  |
| Abstentions    | Abstentions                       | Abstentions    | 24 059       | 32,24        | 21 074      | 28,31       |  |
| Votants        | Votants                           | Votants        | 50 568       | 67,76        | 53 353      | 71,69       |  |
| Blancs et nuls | Blancs et nuls                    | Blancs et nuls | 1 420        | 2,81         | 2 392       | 4,48        |  |
| Exprimés       | Exprimés                          | Exprimés       | 49 148       | 97,19        | 50 961      | 95,52       |  |

La suppléante de Jean-Pierre Foucher était Sophie Fontaine, responsable d'associations, maire adjointe de Châtillon.

### Élections de 2002
Les élections législatives françaises de 2002 ont eu lieu les dimanches 9 et 16 juin 2002.
| Candidat                                                 | Candidat                    | Parti                     | Premier tour | Premier tour | Second tour | Second tour |  |
| Candidat                                                 | Candidat                    | Parti                     | Voix         | %            | Voix        | %           |  |
| -------------------------------------------------------- | --------------------------- | ------------------------- | ------------ | ------------ | ----------- | ----------- |  |
|                                                          | Francine Bavay              | Les Verts (PS)            | 15 634       | 29,84        | 22 617      | 46,37       |  |
|                                                          | Philippe Pemezec élu        | RPF                       | 14 179       | 27,06        | 26 155      | 53,63       |  |
|                                                          | Jean-Pierre Foucher sortant | UMP (UDF)                 | 12 923       | 24,66        | Retrait     | Retrait     |  |
|                                                          | Alain Le Berre              | FN                        | 3 555        | 6,78         |             |             |  |
|                                                          | Marie-Jeanne Chillon        | PCF                       | 1 793        | 3,42         |             |             |  |
|                                                          | Jean-Paul Nicolaï           | Pôle républicain          | 927          | 1,77         |             |             |  |
|                                                          | Corine Agnès                | LCR                       | 883          | 1,69         |             |             |  |
|                                                          | Robert Larcher              | LO                        | 467          | 0,89         |             |             |  |
|                                                          | Monique Lecante             | Divers écologiste (Cap21) | 461          | 0,88         |             |             |  |
|                                                          | Pierre Waechter             | Divers écologiste (MÉI)   | 409          | 0,78         |             |             |  |
|                                                          | Pascale Doz                 | Divers (ÉD)               | 383          | 0,73         |             |             |  |
|                                                          | Marie-Thérèse Lucien Brun   | MNR                       | 234          | 0,45         |             |             |  |
|                                                          | Alain Grill                 | Divers écologiste (GÉ)    | 210          | 0,40         |             |             |  |
|                                                          | Bruno Lardoux               | Extrême droite (S&P)      | 147          | 0,28         |             |             |  |
|                                                          | Pascale Delorme             | Divers (ND)               | 136          | 0,26         |             |             |  |
|                                                          | Sylvie Lebois               | Divers droite             | 58           | 0,11         |             |             |  |
|                                                          |                             |                           |              |              |             |             |  |
| Inscrits                                                 | Inscrits                    | Inscrits                  | 78 402       | 100,00       | 78 407      | 100,00      |  |
| Abstentions                                              | Abstentions                 | Abstentions               | 25 337       | 32,32        | 28 119      | 35,86       |  |
| Votants                                                  | Votants                     | Votants                   | 53 065       | 67,68        | 50 288      | 64,14       |  |
| Blancs et nuls                                           | Blancs et nuls              | Blancs et nuls            | 666          | 1,26         | 1 516       | 3,01        |  |
| Exprimés                                                 | Exprimés                    | Exprimés                  | 52 399       | 98,74        | 48 772      | 96,99       |  |
| Source : Assemblée nationale et Ministère de l'Intérieur |                             |                           |              |              |             |             |  |

Le suppléant de Philippe Pemezec était le Professeur Jean-Yves Neveux, cardiologue, chirurgien-chef de l'hôpital Marie Lannelongue au Plessis-Robinson.

### Élections de 2007
| Candidat       | Candidat                       | Parti          | Premier tour | Premier tour | Second tour | Second tour |  |
| Candidat       | Candidat                       | Parti          | Voix         | %            | Voix        | %           |  |
| -------------- | ------------------------------ | -------------- | ------------ | ------------ | ----------- | ----------- |  |
|                | Philippe Pemezec sortant réélu | UMP            | 25 883       | 46,59        | 27 719      | 52,9        |  |
|                | Philippe Kaltenbach            | PS             | 16 730       | 30,11        | 24 681      | 47,1        |  |
|                | Christian Delom                | UDF–MoDem      | 6 057        | 10,9         |             |             |  |
|                | Isabelle Chabran               | Les Verts      | 2 159        | 3,89         |             |             |  |
|                | Ludovic Zanolin                | PCF            | 1 460        | 2,63         |             |             |  |
|                | Jean-Pierre Schmitt            | FN             | 1 287        | 2,32         |             |             |  |
|                | Philippe Antzenberger          | LCR            | 1 101        | 1,98         |             |             |  |
|                | Robert Larcher                 | LO             | 273          | 0,49         |             |             |  |
|                | Freddy Brillon                 | Divers droite  | 240          | 0,43         |             |             |  |
|                | Geneviève Delmatto             | MNR            | 185          | 0,33         |             |             |  |
|                | Paul Bénard                    | PT             | 182          | 0,33         |             |             |  |
|                | Élisabeth Diaz Gomez           | Divers         | 3            | 0,01         |             |             |  |
|                | Denis Delvitto                 | Divers         | 0            | 0            |             |             |  |
|                |                                |                |              |              |             |             |  |
| Inscrits       | Inscrits                       | Inscrits       | 85 821       | 100,00       | 85 816      | 100,00      |  |
| Abstentions    | Abstentions                    | Abstentions    | 29 763       | 34,68        | 32 201      | 37,52       |  |
| Votants        | Votants                        | Votants        | 56 058       | 65,32        | 53 615      | 62,48       |  |
| Blancs et nuls | Blancs et nuls                 | Blancs et nuls | 498          | 0,89         | 1 214       | 2,26        |  |
| Exprimés       | Exprimés                       | Exprimés       | 55 560       | 99,11        | 52 401      | 97,74       |  |

Le conseil constitutionnel, saisi par Philippe Kaltenbach, décida d'annuler le scrutin en raison des irrégularités des comptes de campagne de Philippe Pemezec, et lui inflige un an d'inéligibilité.

### Élection partielle de 2008
L'élection législative partielle de 2008 a eu lieu les dimanches 27 janvier et 3 février 2008.
| Candidat       | Candidat                  | Parti          | Premier tour | Premier tour | Second tour | Second tour |  |
| Candidat       | Candidat                  | Parti          | Voix         | %            | Voix        | %           |  |
| -------------- | ------------------------- | -------------- | ------------ | ------------ | ----------- | ----------- |  |
|                | Jean-Pierre Schosteck élu | UMP            | 14 731       | 44,59        | 19 775      | 51,56       |  |
|                | Philippe Kaltenbach       | PS             | 12 359       | 37,41        | 18 580      | 48,44       |  |
|                | Vincent Wehbi             | UDF–MoDem      | 2 380        | 7,2          |             |             |  |
|                | Christian Leroy           | PCF            | 1 194        | 3,61         |             |             |  |
|                | Christian Hamon           | Extrême gauche | 1 043        | 3,16         |             |             |  |
|                | Rodolphe Laisney          | FN             | 1 034        | 3,13         |             |             |  |
|                | Pascal Olivier            | Divers gauche  | 295          | 0,89         |             |             |  |
|                |                           |                |              |              |             |             |  |
| Inscrits       | Inscrits                  | Inscrits       | 85 797       | 100,00       | 85 797      | 100,00      |  |
| Abstentions    | Abstentions               | Abstentions    | 52 286       | 60,94        | 46 544      | 54,25       |  |
| Votants        | Votants                   | Votants        | 33 511       | 39,06        | 39 253      | 45,75       |  |
| Blancs et nuls | Blancs et nuls            | Blancs et nuls | 475          | 1,42         | 898         | 2,29        |  |
| Exprimés       | Exprimés                  | Exprimés       | 33 036       | 98,58        | 38 355      | 97,71       |  |

### Élections de 2012
| Candidat       | Candidat              | Parti          | Premier tour | Premier tour | Second tour | Second tour |  |
| Candidat       | Candidat              | Parti          | Voix         | %            | Voix        | %           |  |
| -------------- | --------------------- | -------------- | ------------ | ------------ | ----------- | ----------- |  |
|                | Philippe Pemezec      | UMP            | 22 160       | 39,99        | 27 540      | 49,56       |  |
|                | Jean-Marc Germain élu | PS             | 20 248       | 36,54        | 28 027      | 50,44       |  |
|                | Blanche Doucet        | FN (RBM)       | 3 580        | 6,46         |             |             |  |
|                | Jocelyne Le Métayer   | PG (FG) (PCF)  | 3 498        | 6,31         |             |             |  |
|                | Francine Bavay        | EÉLV           | 2 554        | 4,61         |             |             |  |
|                | Christian Delom       | MoDem (CpF)    | 1 940        | 3,50         |             |             |  |
|                | Isabelle Chivilo      | Cap21          | 571          | 1,03         |             |             |  |
|                | Julia Carrasco        | DLR            | 398          | 0,72         |             |             |  |
|                | Robert Larcher        | LO             | 195          | 0,35         |             |             |  |
|                | Sophie Wahnich        | Pirate         | 184          | 0,33         |             |             |  |
|                | Rudolph Bierent       | S&P            | 90           | 0,16         |             |             |  |
|                |                       |                |              |              |             |             |  |
| Inscrits       | Inscrits              | Inscrits       | 89 869       | 100,00       | 89 872      | 100,00      |  |
| Abstentions    | Abstentions           | Abstentions    | 33 950       | 37,78        | 33 220      | 36,96       |  |
| Votants        | Votants               | Votants        | 55 919       | 62,22        | 56 652      | 63,04       |  |
| Blancs et nuls | Blancs et nuls        | Blancs et nuls | 501          | 0,9          | 1 085       | 1,92        |  |
| Exprimés       | Exprimés              | Exprimés       | 55 418       | 99,1         | 55 567      | 98,08       |  |

### Élections de 2017
|                                                                                 |                                                                               |                           |                           |                          |                          |
|                                                                                 |                                                                               | Premier tour 11 juin 2017 | Premier tour 11 juin 2017 | Second tour 18 juin 2017 | Second tour 18 juin 2017 |
|                                                                                 |                                                                               |                           |                           |                          |                          |
|                                                                                 |                                                                               | Nombre                    | % des inscrits            | Nombre                   | % des inscrits           |
| Inscrits                                                                        | Inscrits                                                                      | 92 856                    | 100,00                    | 92 856                   | 100,00                   |
| Abstentions                                                                     | Abstentions                                                                   | 40 733                    | 43,87                     | 48 046                   | 51,74                    |
| Votants                                                                         | Votants                                                                       | 52 123                    | 56,13                     | 44 810                   | 48,26                    |
|                                                                                 |                                                                               |                           | % des votants             |                          | % des votants            |
| Bulletins blancs                                                                | Bulletins blancs                                                              | 475                       | 0,91                      | 2 925                    | 6,53                     |
| Bulletins nuls                                                                  | Bulletins nuls                                                                | 172                       | 0,33                      | 959                      | 2,14                     |
| Suffrages exprimés                                                              | Suffrages exprimés                                                            | 51 476                    | 98,76                     | 40 926                   | 91,33                    |
|                                                                                 |                                                                               |                           |                           |                          |                          |
| Candidat Étiquette politique (partis et alliances)                              | Candidat Étiquette politique (partis et alliances)                            | Voix                      | % des exprimés            | Voix                     | % des exprimés           |
|                                                                                 |                                                                               |                           |                           |                          |                          |
|                                                                                 | Jean-Louis Bourlanges Mouvement démocrate (La République en marche)           | 20 978                    | 40,75                     | 23 705                   | 57,92                    |
|                                                                                 | Philippe Pemezec Les Républicains                                             | 13 050                    | 25,35                     | 17 221                   | 42,08                    |
|                                                                                 | Madeleine Bahloul La France insoumise                                         | 4 893                     | 9,51                      |                          |                          |
|                                                                                 | Jean-Marc Germain (député sortant) Parti socialiste                           | 4 758                     | 9,24                      |                          |                          |
|                                                                                 | Damien Yvenat Front national                                                  | 2 295                     | 4,46                      |                          |                          |
|                                                                                 | Théo Garcia-Badin Europe Écologie Les Verts                                   | 1 834                     | 3,56                      |                          |                          |
|                                                                                 | Christophe Leroy Parti communiste français                                    | 746                       | 1,45                      |                          |                          |
|                                                                                 | Guillaume Prevel Divers (Parti animaliste)                                    | 716                       | 1,39                      |                          |                          |
|                                                                                 | Emmanuelle Séjourné Debout la France                                          | 632                       | 1,23                      |                          |                          |
|                                                                                 | Damien Texier Écologiste (Mouvement 100 % - Alliance écologiste indépendante) | 408                       | 0,79                      |                          |                          |
|                                                                                 | Florence Ascouet Divers (Union populaire républicaine)                        | 385                       | 0,75                      |                          |                          |
|                                                                                 | Julien Cantat Divers (Parti du vote blanc)                                    | 292                       | 0,57                      |                          |                          |
|                                                                                 | Yann Bernard Lutte ouvrière                                                   | 198                       | 0,38                      |                          |                          |
|                                                                                 | Clarisse Buchot Divers (Allons enfants)                                       | 97                        | 0,19                      |                          |                          |
|                                                                                 | Makhtar Camara Divers droite (La France qui ose)                              | 82                        | 0,16                      |                          |                          |
|                                                                                 | Alexandre Reja-Bret Divers                                                    | 57                        | 0,11                      |                          |                          |
|                                                                                 | Mathieu Perdriault Divers (À nous la démocratie)                              | 55                        | 0,11                      |                          |                          |
| Source : Ministère de l'Intérieur - Douzième circonscription des Hauts-de-Seine |                                                                               |                           |                           |                          |                          |

### Élections de 2022
|                                                    |                                                                                 |                           |                           |                          |                          |
|                                                    |                                                                                 | Premier tour 12 juin 2022 | Premier tour 12 juin 2022 | Second tour 19 juin 2022 | Second tour 19 juin 2022 |
|                                                    |                                                                                 |                           |                           |                          |                          |
|                                                    |                                                                                 | Nombre                    | % des inscrits            | Nombre                   | % des inscrits           |
| Inscrits                                           | Inscrits                                                                        | 93 383                    | 100                       | 93 387                   | 100                      |
| Abstentions                                        | Abstentions                                                                     | 42 341                    | 45,34                     | 43 052                   | 46,10                    |
| Votants                                            | Votants                                                                         | 51 042                    | 54,66                     | 50 335                   | 53,90                    |
|                                                    |                                                                                 |                           | % des votants             |                          | % des votants            |
| Bulletins blancs                                   | Bulletins blancs                                                                | 737                       | 1,44                      | 2002                     | 3,98                     |
| Bulletins nuls                                     | Bulletins nuls                                                                  | 232                       | 0,45                      | 726                      | 1,44                     |
| Suffrages exprimés                                 | Suffrages exprimés                                                              | 50 073                    | 98,10                     | 47 607                   | 95,58                    |
|                                                    |                                                                                 |                           |                           |                          |                          |
| Candidat Étiquette politique (partis et alliances) | Candidat Étiquette politique (partis et alliances)                              | Voix                      | % des exprimés            | Voix                     | % des exprimés           |
|                                                    |                                                                                 |                           |                           |                          |                          |
|                                                    | Jean-Louis Bourlanges* Ensemble                                                 | 15 423                    | 30,80                     | 27 386                   | 57,53                    |
|                                                    | Cathy Thomas Nouvelle Union populaire écologique et sociale La France insoumise | 14 883                    | 29,72                     | 20 221                   | 42,47                    |
|                                                    | Benoit Blot Les Républicains                                                    | 6 558                     | 13,10                     |                          |                          |
|                                                    | Marc Thomas Rassemblement national                                              | 3 927                     | 7,84                      |                          |                          |
|                                                    | Laurent Vastel Union des démocrates et indépendants                             | 2 969                     | 5,93                      |                          |                          |
|                                                    | Florent Noblet Reconquête                                                       | 2 253                     | 4,50                      |                          |                          |
|                                                    | Hayat Bakhti Écologistes                                                        | 1 524                     | 3,04                      |                          |                          |
|                                                    | Guillaume Prevel Parti animaliste                                               | 897                       | 1,79                      |                          |                          |
|                                                    | Céline Gaben Droite souverainiste                                               | 639                       | 1,28                      |                          |                          |
|                                                    | Yann Bernard Lutte ouvrière                                                     | 460                       | 0,92                      |                          |                          |
|                                                    | Florian Samiez Parti pirate                                                     | 288                       | 0,58                      |                          |                          |
|                                                    | Kamel Ghaleb Union des démocrates musulmans français                            | 252                       | 0,50                      |                          |                          |
| * Député sortant                                   |                                                                                 |                           |                           |                          |                          |

### Élections de 2024
| Candidat                 | Candidat           | Parti et coalition | Nuance        | Premier tour | Premier tour | Second tour | Second tour |
| Candidat                 | Candidat           | Parti et coalition | Nuance        | Voix         | %            | Voix        | %           |
| ------------------------ | ------------------ | ------------------ | ------------- | ------------ | ------------ | ----------- | ----------- |
|                          | Lounès Adjroud     | PS (NFP)           | NFP           | 26 034       | 38,32        |             |             |
|                          | Assma Benharkat    | DVG                | DVG           | 23           | 0,03         |             |             |
|                          | Jean-Didier Berger | LR - RE            | LR            | 26 790       | 39,43        |             |             |
|                          | Yann Bernard       |                    | EXG           | 444          | 0,65         |             |             |
|                          | Guillaume Chinan   | DVG                | DVG           | 444          | 0,65         |             |             |
|                          | Philippe Houplain  | REC                | REC           | 736          | 1,08         |             |             |
|                          | Stéphane Legrand   | UNIV (TUPV)        | ECO           | 1 762        | 2,59         |             |             |
|                          | Christophe Versini | RN                 | RN            | 11 710       | 17,24        |             |             |
|                          |                    |                    |               |              |              |             |             |
| Votes valides            | Votes valides      | Votes valides      | Votes valides | 69 129       | 73,68        |             |             |
| Votes blancs             | Votes blancs       | Votes blancs       | Votes blancs  | 827          | 0,88         |             |             |
| Votes nuls               | Votes nuls         | Votes nuls         | Votes nuls    | 359          | 0,38         |             |             |
| Total                    |                    |                    |               |              |              |             |             |
| Abstention               | Abstention         | Abstention         | Abstention    | 24 694       | 26,32        |             |             |
| Inscrits / participation |                    |                    |               |              |              |             |             |

## Pour approfondir